# 帕爾馬羅拉島

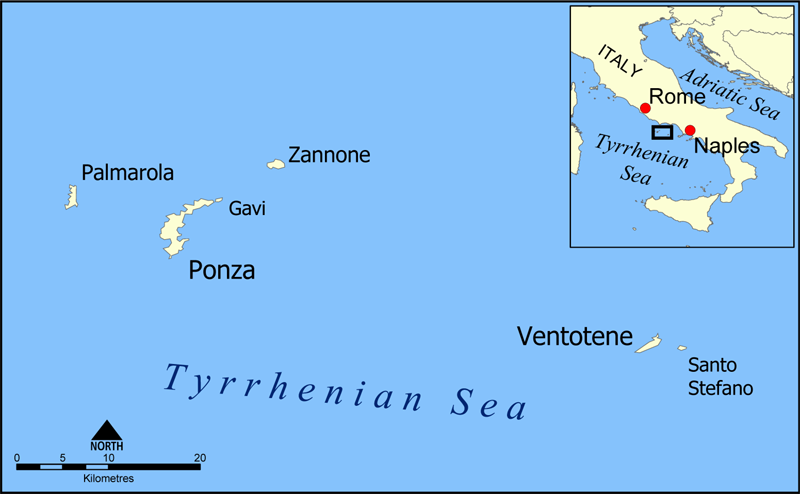

帕爾馬羅拉島是意大利的島嶼，位於提雷尼亞海，屬於龐廷群島的一部分，長2.7公里、寬1.1公里，面積1.36平方公里，最高點海拔高度249米，2009年人口僅1人。

## 外部連結
- Italian Tourist Board, information of the Pontine Islands

40°56′13″N 12°51′29″E / 40.937°N 12.858°E